# Thepchaiya Un-Nooh
Thepchaiya Un-Nooh (n. 18 aprilie 1985, Provincia Nakhon Nayok, Thailanda) este un jucător thailandez de snooker, cel mai rapid  din circuitul mondial ca viteză de execuție. 
Un-Nooh a realizat breakul maxim de patru ori în carieră.  
A câștigat Snooker Shoot-Out în 2019, singurul trofeu din carieră într-un turneu de clasament.  
În timpul sezonului, el trăiește în Anglia la Sheffield cu alți jucători thailandezi, cum ar fi James Wattana și Dechawat Poomjaeng.

## Finalele carierei

### Turnee de clasament: 2 (1 titlu)
| Rezultat | Nr. | An   | Turneu            | Adversar în finală | Scor |
| Campion  | 1.  | 2019 | Snooker Shoot Out | Michael Holt       | 1–0  |
| Finalist | 1.  | 2019 | Openul Mondial    | Judd Trump         | 5–10 |

### Turnee minore: 1
| Rezultat | Nr. | An   | Turneu      | Adversar în finală | Scor |
| Finalist | 1.  | 2015 | Xuzhou Open | Joe Perry          | 1–4  |

### Turnee invitaționale: 4 (2 titluri)
| Rezultat | Nr. | An   | Turneu                                  | Adversar în finală | Scor |
| Campion  | 1.  | 2015 | Campionatul Mondial Șase Bile Roșii     | Liang Wenbo        | 8–2  |
| Finalist | 1.  | 2017 | Campionatul Mondial Șase Bile Roșii     | Mark Williams      | 2–8  |
| Campion  | 2.  | 2019 | Haining Open                            | Li Hang            | 5–3  |
| Finalist | 2.  | 2023 | Campionatul Mondial Șase Bile Roșii (2) | Ding Junhui        | 6–8  |

### Turnee Pro-am: 2 (1 titlu)
| Rezultat | Nr. | An   | Turneu                              | Adversar în finală | Scor |
| Finalist | 1.  | 2007 | Jocurile Asiei de Sud-Est (6-roșii) | Phaitoon Phonbun   | 1–4  |
| Campion  | 1.  | 2011 | Jocurile Asiei de Sud-Est           | Ang Boon Chin      | 4–1  |

### Finale la amatori: 3 (2 titluri)
| Rezultat | Nr. | An   | Turneu                            | Adversar în finală | Scor |
| Finalist | 1.  | 2007 | Campionatul Thailandei la amatori | Supoj Saenla       | 4–5  |
| Campion  | 1.  | 2008 | Campionatul Mondial IBSF          | Colm Gilcreest     | 11–7 |
| Campion  | 2.  | 2009 | PIOS – Event 7                    | Lee Page           | 6–3  |